# Lawrence M. Page
Lawrence Merle Page (* 17. April 1944 in Fairbury, Illinois), auch als Larry M. Page bekannt, ist ein US-amerikanischer Ichthyologe.

## Leben
Page war von 1965 bis 1966 sowie von 1967 bis 1972 Forschungsassistent beim Illinois Natural History Survey. Von 1965 bis 1972 war er biologischer Assistent und von 1966 bis 1967 war er Lehrassistent beim Illinois Natural History Survey. 1966 erlangte er den Bachelor of Science an der Illinois State University. 1968 graduierte er zum Master of Science an der University of Illinois at Urbana-Champaign. 1972 wurde er an derselben Universität zum Ph.D. in Zoologie promoviert. Von 1972 bis 1980 war er zunächst Assistenzprofessor und Assistenztaxonom und anschließend außerordentlicher Professor und stellvertretender Taxonom beim Illinois Natural History Survey. 1972 arbeitete er als Fischbiologe beim Energieversorgungsunternehmen Sargent & Lundy in Chicago. Von 1973 bis 1976 war er Berater am Missouri Botanical Garden. Von 1979 bis 1995 war er stellvertretender Ichthyologe am Museum of Natural History der University of Kansas. Von 1980 bis 1989 war er Ichthyologe beim Illinois Natural History Survey. Von 1982 bis 1983 war er interimistischer Leiter der Abteilung für faunistische Studien beim Illinois Natural History Survey. 1983 wurde er Fakultätsmitglied an der Graduate School sowie Forschungsprofessor und ordentlicher Professor an der Abteilung für Ökologie, Ethologie und Evolution der University of Illinois. 1986 war er interimistischer Leiter beim Illinois Natural History Survey. Von 1989 bis 1996 war er Direktor des Zentrums für Biodiversität. 1994 wurde er Professor an der Abteilung für Forstwirtschaft der University of Illinois. 1996 wurde er leitender Wissenschaftler beim Illinois Natural History Survey. 2002 ging er als emeritierter Professor in den Ruhestand. Im selben Jahr wurde er außerordentlicher Kurator in der Abteilung für Fische des Florida Museum of Natural History.
Page war von 1991 bis 2001 Schatzmeister sowie von 2003 bis 2004 Präsident der American Society of Ichthyologists and Herpetologists.
Page befasst sich mit der Systematik, Evolution und Ökologie von Süßwasserfischen, darunter Barsche und Weißfische, und Höheren Krebsen wie Asseln, Flohkrebsen und Zehnfußkrebsen, dem Schutz von aquatischen Naturräumen. Seine Forschungsschwerpunkte sind phylogenetische Beziehungen, biologische Untersuchungen, die Evolution des Fortpflanzungsverhaltens und Artbildungsprozesse, die zur großen Vielfalt der Süßwasserorganismen geführt haben.

## Schriften (Auswahl)
- The Life History of the Spottail Darter, Etheostoma Squamiceps, in Big Creek, Illinois, and Ferguson Creek, Kentucky, Nabu Press, 1974
- Handbook of Darters T.F.H., Inc., Neptune City, N.J., 1983
- (mit Brooks M. Burr) A field guide to freshwater fishes of North America north of Mexico. The Peterson Field Guide Series, Houghton-Mifflin Co., Boston, MA, 1991
- (mit Zachary S. Randall, Robert Hale Robins, James David Williams, Griffin E. Sheehy) Fishes in the Freshwaters of Florida, University of Florida Press, 2018